# Idoménée (Campra)
Pour les articles homonymes, voir Idoménée (homonymie).
Idoménée est un opéra créé par André Campra sur un livret d'Antoine Danchet. L'opéra fut représenté la première fois à Paris, le 12 janvier 1712. Plus tard, Mozart s'en inspira fortement pour créer son propre opéra, Idomeneo, re di Creta.

## Distribution
| Rôles                | Tessiture              | Première, le 12 janvier 1712 |
| -------------------- | ---------------------- | ---------------------------- |
| Éole                 | basse-taille (baryton) | Charles Hardouïn             |
| Vénus                | dessus (soprano)       | Marie-Catherine Poussin      |
| Idoménée             | basse-taille           | Gabriel-Vincent Thévenard    |
| Arcas                | haute-contre           | Jean-Baptiste Buseau         |
| Idamante             | haute-contre           | Jacques Cochereau            |
| Arbas                | basse-taille           | Charles Hardouïn             |
| Ilione               | dessus                 | Françoise Journet            |
| Dircé                | dessus                 | Marie Antier                 |
| Électre              | dessus                 | Jeanne-Angélique Pestel      |
| Neptune              | basse-taille           | Jean Dun (père)              |
| La Jalousie, Némésis | taille                 | Jean-Louis Mantienne         |

## Argument

### Prologue
Les antres d'Éole. Ce dieu y paraît au milieu des Vents qui sont enchaînés à des rochers. Au loin, à travers une ouverture de la caverne, la mer.
Le chœur des Vents furieux supplie Éole de les libérer pour aller ravager la terre et les mers. Une symphonie agréable annonce l'arrivée de Vénus et apaise les Vents. Vénus demande à Éole de créer une terrible tempête pour punir Idoménée, le vainqueur de Troie. Libérés par Éole, les Aquilons s'empressent de lui obéir, tandis que Vénus et sa suite — les Amours, les Grâces, les Plaisirs — se joignent aux divinités de la mer pour célébrer le pouvoir de l'amour dans la caverne d'Éole. Divertissement : sarabande, Vénus et les chœurs, air de Vénus, air des Tritons, menuet, chœur des Grâces, passepied, chœurs.

### Acte I
Le palais des rois de Crète
Ilione, fille du roi de Troie Priam, révèle qu'elle a repoussé les avances d'Idoménée, le roi de Crète, mais qu'elle aime en secret son fils Idamante. Celui-ci fait part à Ilione de son espoir de revoir son père, et de rendre leur liberté aux prisonniers troyens. Il avoue son amour à Ilione. On amène les captifs troyens. Idamante les fait libérer de leurs chaînes. Les Crétois et les Troyens célèbrent ensemble l'événement : rondeau, air d'une Crétoise, air des Troyens, gigue. Arrivée d'Électre, la fille d'Agamemnon qui vit réfugiée à la cour de Crète, qui s'insurge de la décision d'Idamante. Arbas vient apporter une funeste nouvelle : Idoménée, dont le retour de Troie se faisait attendre, aurait disparu en mer. Électre, amoureuse d'Idamante, clame sa rage jalouse.

### Acte II
Les bords de la mer agitée par une tempête affreuse. Des vaisseaux brisés et qui ont fait naufrage. la nuit. On entend le bruit du tonnerre et on voit des éclairs.
Les guerriers crétois naufragés implorent la clémence des dieux. Neptune surgit de la mer et calme les flots en rappelant à Idoménée sa promesse. Le calme est revenu. Idoménée révèle à Arcas la nature de cette promesse : sacrifier la première personne qu'il rencontre sur le rivage s'il rentre sain et sauf. Il renvoie Arcas comme une personne s'avance, et se met en retrait parmi les débris des vaisseaux. Celui qui arrive n'est autre qu'Idamante qui vient chercher la solitude. Il aperçoit Idoménée et engage la conversation sans qu'aucun reconnaisse l'autre. Idamante finit par révéler qu'il est le fils d'Idoménée, que l'on croit péri en mer. Celui-ci est bouleversé, et révèle également qui il est. Il croit échapper à son destin fatal, en chassant son fils, qui le suit sans comprendre. Électre, désespérée par l'indifférence d'Idamante à son égard, fomente une vengeance et en appelle à Vénus pour qu'elle s'emploie à dresser le père contre son fils. Vénus apparaît dans son char et indique à Électre que sa vengeance est aussi la sienne. Restée seule, Vénus appelle la Jalousie et lui demande d'exercer sa vengeance. La Jalousie, avec sa suite, répond à l'appel de Vénus, et se prépare à transformer l'amour en furie. Danse.

### Acte III
Le port de Sidonie, avec des vaisseaux en rade.
Arcas tente d'apaiser Idoménée. Celui-ci est partagé entre le désir de protéger son fils, et la jalousie, ayant appris qu'Idamante était épris d'Ilione. Sur proposition d'Arcas, il ordonne qu'Idamante raccompagne Électre en sa patrie. Survient Ilione. Idoménée l'accuse de le repousser parce qu'elle est amoureuse d'Idamante. Ilione ne peut cacher la vérité. Resté seul, Idoménée mesure le trouble qui est le sien. Électre vient remercier Idoménée de sa décision. Elle se réjouit de quitter la Crète avec Idamante. Divertissement. Les matelots s'apprêtent à prendre la mer. Électre appelle les vents favorables. Rigaudons (1 & 2, connus par leur transcription pour l'orgue). Électre chante l'espérance. Idoménée vient dire adieu à Idamante, et veut faire embarquer les Argiens. On entend un bruit épouvantable, la mer se soulève, les vents forment une tempête. (8) Protée surgit et annonce qu'il s'oppose au départ. À son appel, un monstre sort de la mer. Protée menace de tout détruire si Idoménée ne respecte pas la promesse faite à Neptune. Idoménée se propose en sacrifice, mais refuse de livrer une autre victime.

### Acte IV
Une campagne agréable. Au loin, le temple de Neptune.
D'abord satisfaite par cette menace pour la Crète, Ilione s'inquiète aussitôt pour Idamante. Celui-ci arrive et confie à Ilione que son père cache un secret, et qu'il va aller combattre le monstre. Les amants s'avouent leur passion réciproque, mais Ilione annonce à Idamante qu'il a un rival, en la personne du roi. Idoménée survient, et s'étonne de trouver son fils au temple de Neptune. Idamante l'interroge, mais Idoménée ordonne à son fils de partir sur le champ.  Accompagné d'une troupe de sacrificateurs, Idoménée implore Neptune de calmer sa colère. On entend des chants de victoire. Arcas annonce qu'Idamante a vaincu le monstre. Les habitants de la Crète célèbrent sa victoire. Divertissement. Musette, airs des deux bergères, menuet, passepieds. Dans l'espoir d'apaiser définitivement les dieux, Idoménée renonce à la fois à son trône et à Ilione.

### Acte V
Un lieu préparé pour le couronnement d'Idamante, avec un trône au milieu, couvert d'un pavillon.
Électre révèle à Idamante qu'elle l'aime, et, en fureur, annonce qu'elle va demander à Neptune d'intervenir à nouveau pour troubler la fête. Ilione se réjouit d'épouser Idamante et de son accession au trône. Idoménée annonce publiquement qu'il laisse la couronne et Ilione à son fils. Divertissement. Passacaille, bourrée, air d'une Crétoise. Idoménée dépose son sceptre et sa couronne, et les remet à Idamante. Alors qu'il le conduit au trône, un bruit affreux annonce l'arrivée de Némésis sortant des enfers. Il rappelle à Idoménée que la colère des dieux n'a pas été apaisée, puis rentre dans les Enfers. Le trône se brise, les Furies emportent le pavillon qui le couvrait. Idoménée est pris de folie, et croit voir une cérémonie de sacrifice pour apaiser Neptune. Voulant tuer lui-même la victime, il tue son fils. Revenu à la raison, il se rend compte de son acte et tente de se suicider. On l'en empêche : son châtiment est de continuer à vivre.

## Discographie
- Idoménée (version de 1731) Bernard Deletré, Idoménée, Sandrine Piau, Electre, Monique Zanetti, Ilione, Jean-Paul Fouchécourt, Idamante, Les Arts Florissants, direction William Christie (3 CD Harmonia Mundi, 1992)

## Source
- Le livret est gratuitement consultable sur Gallica Livret d'Antoine Danchet
- La majorité de cet article est tirée du site de Jean-Claude Brenac